# یانکی (گمینا خورودوو)
یانکی (به لاتین: Janki) یک روستا در لهستان است که در گمینا خورودوو واقع شده‌است.